# 杨家岭中央大礼堂

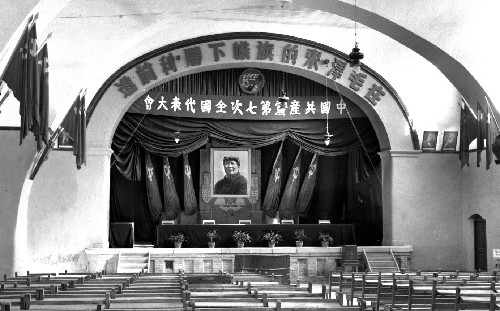
楊家嶺中央大禮堂旧照

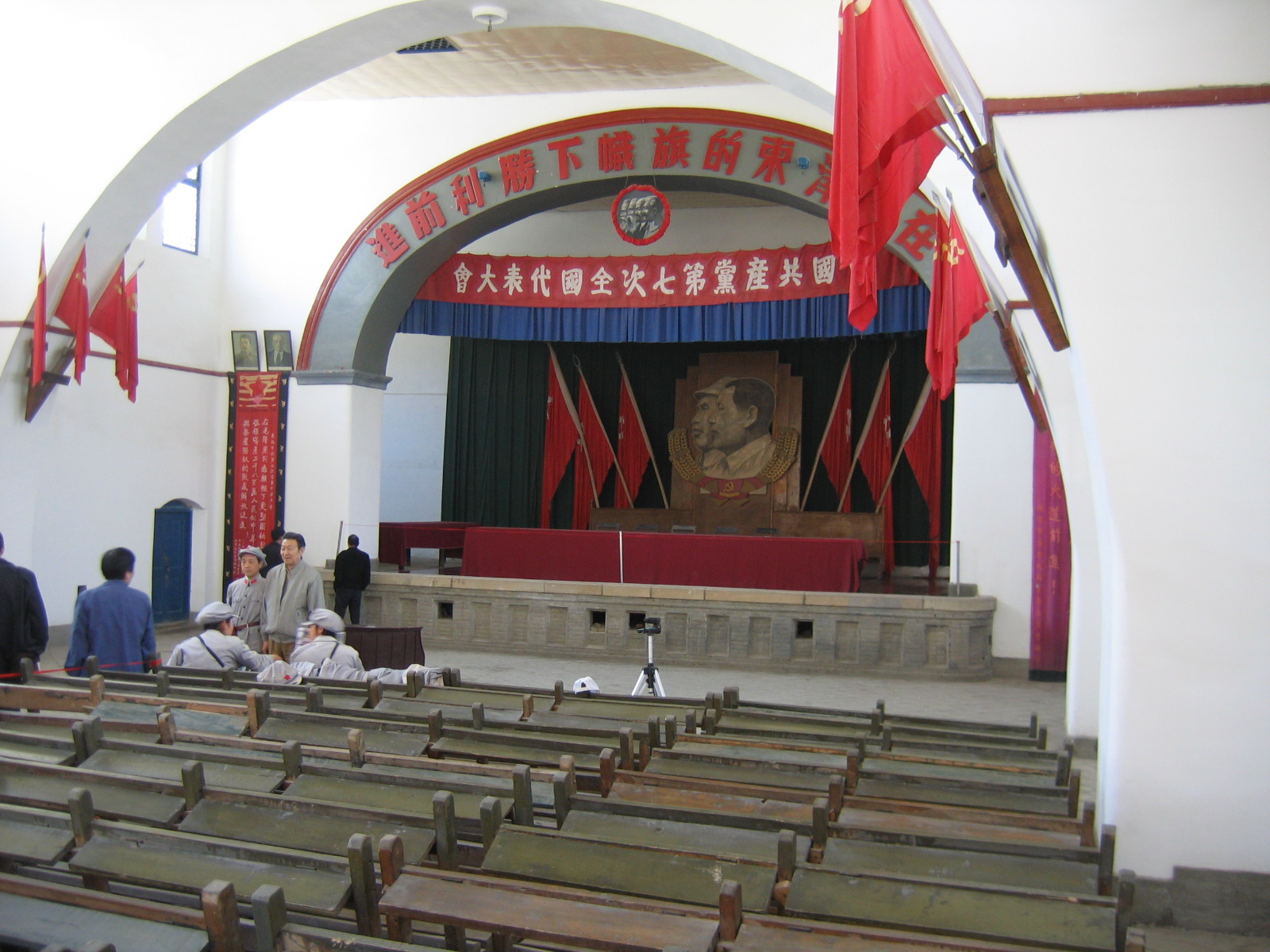
现今作为景点开放的楊家嶺中央大禮堂

杨家岭中央大礼堂，位于中国陝西延安老城钟楼东侧，建于1939-1942年，为中共中央办公厅礼堂，砖石结构，高13米，宽30米，进深35米。
1945年4月23日至6月11日，中国共产党第七次全国代表大会在这里召开。
除了用于召开会议之外，周末和节日的时候，还举办舞会，也是延安的文艺中心。